# Хамзичи (Вишеград)
Хамзичи (серб. Хамзићи / Hamzići) — село в общине Вишеград Республики Сербской Боснии и Герцеговины. В настоящее время село необитаемо.